# CN Bootis
CN Bootis, eller HD 124953, är en ensam stjärna belägen i den södra delen av stjärnbilden Björnvaktaren strax sydost om Arcturus. Den har en högsta skenbar magnitud av ca 5,96 och är svagt synlig för blotta ögat där ljusföroreningar ej förekommer. Baserat på parallax enligt Gaia Data Release 3 på ca 21,65 mas beräknas den befinna sig på ett avstånd av ca 151 ljusår (ca 46,2 parsec) från solen. Den rör sig bort från solen med en heliocentrisk radialhastighet av ca 4,7 km/s. Stjärnan ingår i Stora björnen-strömmen, en grupp stjärnor med gemensam egenrörelse som alla bildades för ca 300 miljoner år sedan.
Stjärnan fick 1981 dess variabelbeteckning, CN Boötis. Innan dess kallades den vanligtvis HR 5343 eller HD 124953 i litteraturen. 

## Observation
Stjärnan har varit känd som en Am-stjärna sedan åtminstone 1964, då Bright Star Catalogue klassificerade den som sådan. Den upptäcktes först som en Delta Scuti-variabel 1979 av Costa et al., med en period på 0,04 dygn (58 minuter) och en amplitud på 0,03 magnitud. Detta stred mot uppfattningen att huvudseriens Am-stjärnor inte pulserar, något som accepterades som ett faktum vid den tiden, så teamet ansåg att Am-klassificeringen var felaktig. En nyare studie accepterar dock CN Bootis som en pulserande Am-stjärna, eftersom den uppvisar ett metallförekomstmönster som är arketypiskt för Am-stjärnor, och har en minsta rotationshastighet (82 km/s) som möjliggör diffusionsprocesser som orsakar Am-egenskaper.

## Egenskaper

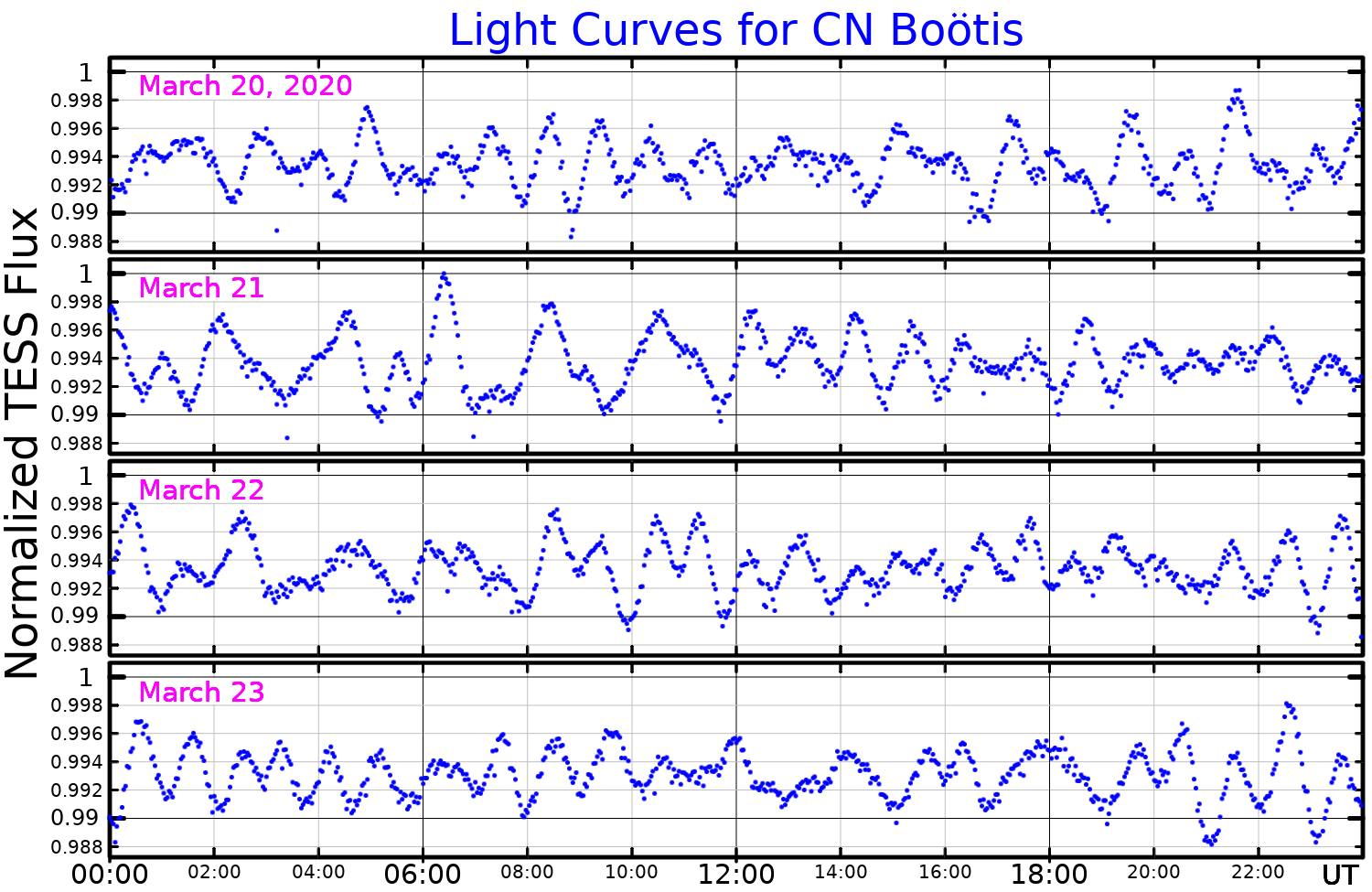
Ljuskurva för CN Bootis, anpassad från TESS data

CN Bootis är en vit till blå stjärna i huvudserien av spektralklass A8 V / A9 V, eller en jättestjärna av spektralklass A8 III. Den har en massa som av ca 1,6 solmassa, en radie av ca 1,6 solradie och utsänder energi från dess fotosfär motsvarande ca 6,8 gånger solen vid en effektiv temperatur av ca 7 400 K.
År 1991 upptäcktes att CN Bootis var en mjuk röntgenkälla, vilket betyder att den röntgenstrålning den avger har lägre energier, det vill säga längre våglängder. Den utstrålar energi med en takt av 2 × 1028 erg/s som röntgenstrålning, huvudsakligen inom ett energiområde under 0,5 keV (våglängd >2,48 nm).  

## Möjlig följeslagare
År 1991 års upplaga av Bright Star Catalogue listar CN Bootis som en potentiell spektroskopisk dubbelstjärna. En studie från 2008 visade dock inga signifikanta variationer i radialhastighet eller några signaler från en kompletterande stjärna i CN Bootis spektrum, vilket innebär att om en följeslagare existerar, har den sannolikt ett flöde under 5 procent av primärstjärnans.